# 삼성 갤럭시 그랜드 프라임 플러스
삼성 갤럭시 그랜드 프라임 플러스는 2016년 11월에 공개된 갤럭시 J2 2016 에디션의 파생 모델로, 삼성전자 최초로 미디어텍의 모바일 AP를 탑재한 스마트폰이다. 일부 국가 혹은 시장에는 갤럭시 그랜드 시리즈 소속으로 편입되어 갤럭시 그랜드 Prime Plus라는 정식 발매명으로 출시되었다. 즉, 갤럭시 그랜드 시리즈의 4세대 모델의 역할도 겸임한다.